# فريدريش فيلهلم فون ليسير
فريدريش فيلهلم فون ليسير (بالألمانية: Friedrich Wilhelm von Leysser) (1731 - 1815) عالم نبات ألماني من مدينة ماغدبورغ.